# Heli Simpson
Heli Simpson (Melbourne, Victoria; 21 de febrero de 1987) es una actriz y cantante australiana, conocida por haber interpretado a Veronica Diangelo en las dos primeras temporadas de la serie de televisión El club de la herradura. En 2005, Simpson fue seleccionada por el equipo australiano para la Olimpiada Internacional de Biología en Pekín, ganando una medalla de bronce.

## Biografía
Heli nació en Melbourne, Victoria y fue criada por su padre, de origen británico, y su madre, procedente de Estonia. Tiene dos hermanos.
Durante su periodo de estudios, logró la clasificación máxima de 99,95. Posteriormente inició un curso en medicina.

## Carrera
Su primer papel fue como Verónica Diangelo en la serie de televisión El club de la herradura, desde 2001 hasta 2003. Años más tarde, en 2008 este papel sería interpretado por Marny Kennedy. 
"Don't Ask Me", fue lanzado en 2004 como single de debut de Simpson, que alcanzó el puesto 16 en la Asociación de la Industria de Grabación de Australia (ARIA). Fue seguido por su álbum debut, The princess Veronica. Simpson y su compañera miembro del elenco, Kia Luby, son colaboradoras de la banda sonora original de El club de la herradura.

## Filmografía
- Halifax f.p: Playing God — Sophie Keenan (2001)
- Animated Tales of the World (voice) — Rose (1 episodio)
- The Saddle Club — Veronica diAngelo (2001-2003, 33 episodios)
- Bootleg miniserie de TV — Myrtle Jackson (2002)
- Blue Heelers — Sam Baxter (2002-2003, 5 episodios)
- Stingers — Libby Sanderson (2003, 1 episodio)
- Fergus McPhail — Sophie Bartolemeo (2004, 26 episodios)
- Battle of the Brains — Ella misma (2006)

## Discografía

### Álbumes
- Princess Veronica (2004)

### Singles
- "Don't Ask Me " #16 (AUS)
- Princess Veronica Tour EP (2004)